# Болтутино-2
Болту́тино-2   — упразднённая деревня  в  Смоленской области России,  в Глинковском районе. Население – 222 жителя (2007 год)  .  Расположена в центральной части области  в 12 км к югу от села Глинка,  у  автодороги Р96 Новоалександровский(А101)- Спас-Деменск — Ельня — Починок, на правом берегу реки Волость.    Входила в Болтутинское сельское поселение.  На противоположном берегу Волости находится деревня Болтутино-1, с которой и была объединена в единый населённый пункт деревню Болтутино.

## История
В годы Великой Отечественной войны деревня была оккупирована гитлеровскими войсками в июле 1941 года, освобождена в ходе Ельнинско-Дорогобужской операции в 1943 году. 